# Falling in Between
Albums de Toto
Live in Amsterdam
(2003) Falling in Between Live
(2007)
Falling in Between est le treizième album studio du groupe de rock Toto, sorti en février 2006.

## L'album
Il s'agit du premier album enregistré avec le second claviériste Greg Phillinganes, arrivé en 2004 au sein du groupe. Il est d'ailleurs chanteur principal sur un des morceaux de l'album : Let it go. David Paich, le premier claviériste, a collaboré à l'écriture des chansons et chante sur deux titres. 
Des ex membres de Toto ont en outre participé à l'enregistrement du disque tels que Joseph Williams en tant que chanteur (en duo sur le single Bottom of Your Soul avec Steve Lukather) ou Steve Porcaro en tant qu'ingénieur du son. 

## Titres
| No  | Titre               | Durée |
| --- | ------------------- | ----- |
| 1.  | Falling in between  | 4:06  |
| 2.  | Dying on my feet    | 6:11  |
| 3.  | Bottom of Your Soul | 6:58  |
| 4.  | King of the world   | 4:04  |
| 5.  | Hooked              | 4:36  |
| 6.  | Simple life         | 2:22  |
| 7.  | Taint your world    | 4:01  |
| 8.  | Let it go           | 5:00  |
| 9.  | Spiritual man       | 5:22  |
| 10. | No end in sight     | 6:10  |

## Musiciens
- Steve Lukather : guitare, chant
- David Paich : claviers, chant
- Simon Phillips : batterie, percussions
- Bobby Kimball : chant
- Tony Spinner : guitare chant
- Greg Phillinganes : claviers, chant
- Mike Porcaro : basse

### Musiciens additionnels
- Steve Porcaro : synthétiseurs
- L. Shankar : chant, violon
- Jason Scheff : voix additionnelle
- Lenny Castro : percussions
- James Pankow : trompette
- Lee Thornburg : trombone
- Ray Hermann : saxophone ténor
- Joseph Williams : chant
- Ian Anderson : flûte
- Tom Scott : saxophone ténor
- Monet : voix additionnelle